# Swijaga
Swijaga (ros. Свияга, tat. Зөя, Zöyä, czuw. Сĕве) – rzeka o długości 375 km w europejskiej części Rosji, prawy dopływ Wołgi.

## Dopływy
- Arja
- Buła
- Karła
- Kubnia
- Tosza